# Leslie Copus Peltier
Leslie Copus Peltier (Delphos, 2 gennaio 1900 – Delphos, 10 maggio 1980) è stato un astronomo amatoriale statunitense di professione progettista di giocattoli ed altri oggetti per l'infanzia..
Appassionatosi all'astronomia dai 15 anni, è stato uno dei più conosciuti astrofili statunitensi, occupandosi in particolare di osservazioni di stelle variabili e comete.

## Biografia
Peltier ha avuto due fratelli: Kenneth e Dorothy. Peltier si sposò con Dorothy Nihiser nel novembre 1933 e dal loro matrimonio nacquero due figli, Stanley e Gordon.

## Attività astronomica
Peltier ha cominciato ad osservare stelle variabili il 1 marzo 1918, nello stesso anno è entrato a far parte della AAVSO, ha continuato ad effettuare le sue stime di magnitudine fino al 1980, anno della morte, effettuandone ben 132.123, registrate sotto la sigla P. In parecchi documenti sono indicate a suo credito la scoperta di varie nove tra le quali ci sono le nove visibili ad occhio nudo Nova Aquila 1918, Nova Cygni 1920 (V476 Cygni), DQ Herculis 1934, CP Lacertae 1936 ma in effetti non risulta ufficialmente che Peltier abbia scoperto alcuna nova, ha invece effettuato la scoperta indipendente dell'esplosione della nova ricorrente RS Ophiuchi nel 1933 . Ha inoltre osservato molte comete scoprendone dieci.

## Scoperte
| Denominazione                          | Coscopritori           | Fonti  |
| -------------------------------------- | ---------------------- | ------ |
| C/1925 V1 Wilk-Peltier                 | Wilk                   | [ 10 ] |
| C/1930 D1 Peltier-Schwassmann-Wachmann | Schwassmann - Wachmann | [ 11 ] |
| C/1932 P1 Peltier-Whipple              | Whipple                | [ 12 ] |
| C/1933 D1 Peltier                      | -                      | [ 13 ] |
| C/1936 K1 Peltier                      | -                      | [ 14 ] |
| C/1939 B1 Kozik-Peltier                | Kozik                  | [ 15 ] |
| C/1943 W1 van Gent-Peltier-Daimaca     | van Gent - Daimaca     | [ 16 ] |
| C/1945 W1 Friend-Peltier               | Friend                 | [ 17 ] |
| C/1952 M1 Peltier                      | -                      | [ 18 ] |
| C/1954 M2 Kresak-Peltier               | Kresák                 | [ 19 ] |

Ha fatto anche la scoperta indipendente di altre due comete, la P/1937 D1 Wilk  e la C/1943 R1 Daimaca.

## Riconoscimenti
- Nel 1926 ha ricevuto la 111° Medaglia Donohoe[21].
- Nel 1930 ha ricevuto la 130° Medaglia Donohoe[22].
- Nel 1932 ha ricevuto la 145° Medaglia Donohoe[23].
- Nel 1933 ha ricevuto la 150° Medaglia Donohoe[24].
- Nel 1934 gli è stato assegnato il Merit Award[25].
- Nel 1936 ha ricevuto la 155° Medaglia Donohoe[26].
- Nel 1939 ha ricevuto la 167° Medaglia Donohoe[27].
- Nel 1944 ha ricevuto la 201° Medaglia Donohoe[28].
- Nel 1946 ha ricevuto la 212° Medaglia Donohoe[29].
- Nel 1947 ha ricevuto una laurea honoris causa dalla Bowling Green State University (Ohio)[30][31].
- Nel 1963 ha ricevuto il Nova/Supernova Award[32].
- Nel 1965 gli è stato dedicata una montagna di circa 2.300 metri nella Catena di San Gabriel (California), il Mount Peltier[33].
- Nel 1967 ha ricevuto il G. Bruce Blair Award[34].
- Nel 1980 gli è stato dedicato un premio, il Leslie C. Peltier Award[35].
- Nel 1980 (postumo) ha ricevuto il primo premio Leslie C. Peltier Award[36].
- Nel 1989 gli è stato dedicato un asteroide, 3850 Peltier[5].

## Pubblicazioni
Peltier ha scritto tre libri:
- Nel 1965 ha scritto la sua autobiografia, Starlight Nights the Adventures of a Star Gazer[5]
- Nel 1972 Guideposts to the stars[37]
- Nel 1977 The Place on Jennings Creek[38]